# Combat d'Ixmiquilpan
Expédition du Mexique
Batailles
- Fortín
- Las Cumbres
- 1er Puebla
- Barranca Seca
- Cerro del Borrego
- Tampico
- 2e Puebla
- Atlixco
- San Pablo del Monte
- San Lorenzo
- Totoapan
- Morelia
- Campeche
- Veranos
- Tacámbaro
- La Loma
- Parral
- Chihuahua
- Álamos
- Ixmiquilpan
- Bagdad
- Camargo
- Miahuatlán
- Carbonera
- Guayabo
- Villa de Álvarez
- San Jacinto
- Querétaro

Le combat d'Ixmiquilpan est livré le 25 septembre 1866 pendant l'expédition du Mexique. Il oppose 250 hommes de la légion belge aux juaristes, et se termine par la victoire de ces derniers.

## Contexte

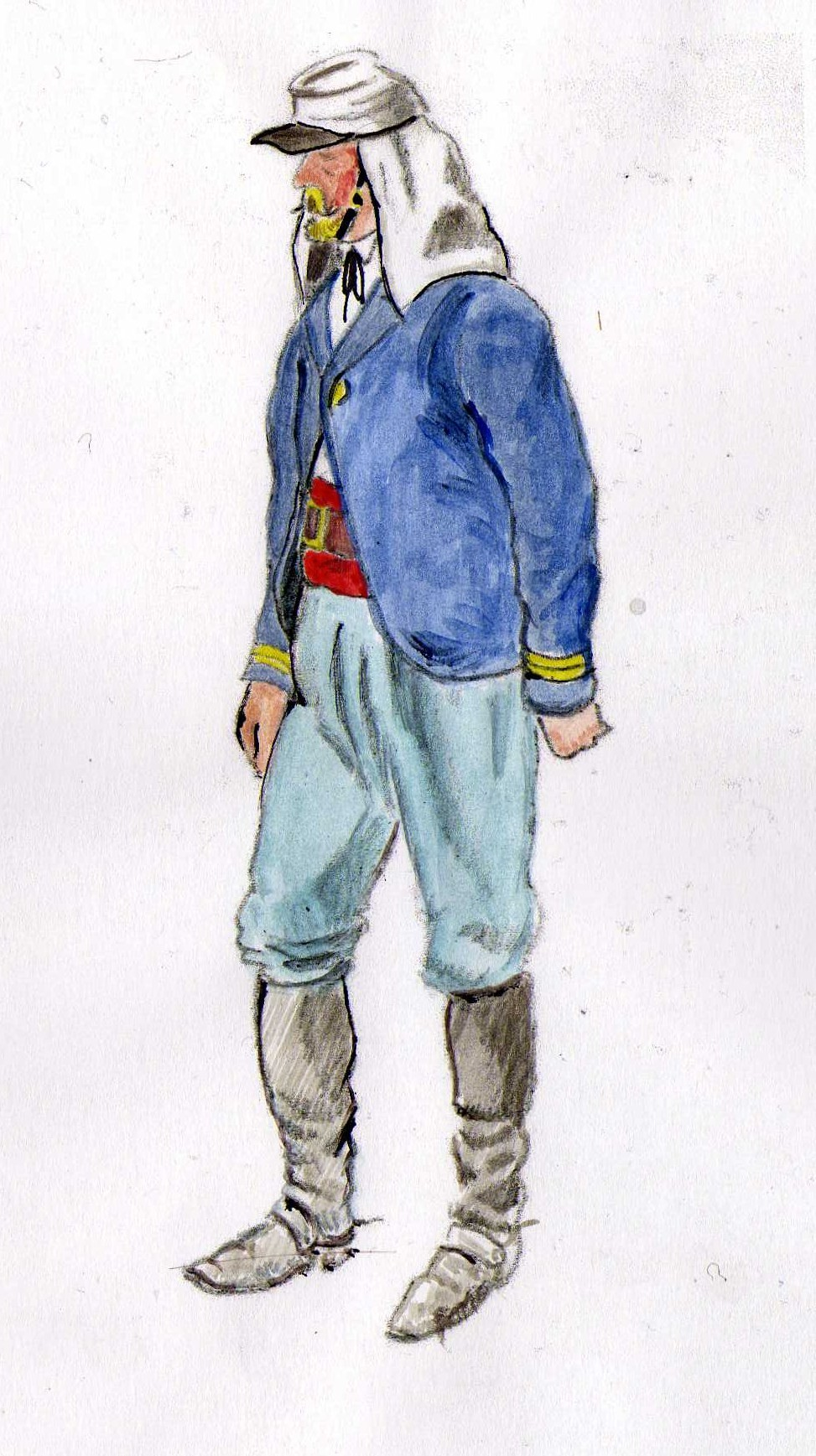
Sous-lieutenant de la légion belge en tenue de campagne.

En septembre 1866, alors que les troupes françaises commencent à évacuer le nord du Mexique, la légion belge reçoit l'ordre de les remplacer dans la région de Tula. Les Belges, commandés par le lieutenant-colonel Alfred van der Smissen arrivent dans cette ville le 24 septembre et sont immédiatement informés que les Juaristes se sont emparés du village d'Ixmiquilpan, situé à une cinquantaine de kilomètres au nord. La garnison impériale chargée de sa défense non seulement n'a pas combattu mais elle s'est ralliée aux républicains. Van der Smissen décide de passer à l'offensive, espérant, sur la foi des informations reçues, surprendre les juaristes et reprendre sans trop de difficultés la localité.

## La bataille
Dans la nuit du 24 au 25 septembre, une colonne de 250 hommes quitte Tula sous le commandement de Van der Smissen. La marche est éprouvante, car elle s'effectue sous des pluies battantes et ce sont des hommes fatigués qui arrivent au matin devant Ixmiquilpan. Contrairement à son attente, Van der Smissen à la mauvaise surprise de découvrir un village fortifié. Les juaristes, qui redoutaient probablement une contre-attaque, ont en effet érigé des barricades derrière lesquelles des sentinelles veillent. Van der Smissen ordonne tout de même l'assaut. Il est accueilli par un feu dévastateur et malgré leur allant et leur courage, les Belges sont repoussés avec de très lourdes pertes. Réalisant l'inanité de son attaque, Van der Smissen ordonne la retraite, et les Belges se replient sur Tula en laissant une soixantaine des leurs sur le champ de bataille.

## Conséquences
Cet affrontement est le dernier combat d'importance livré par la légion belge. Le 6 décembre 1866, un décret impérial dissout les troupes étrangères au service de Maximilien, dont le gouvernement désargenté ne peut plus assurer le financement.